# 어둠의 방랑자
《어둠의 방랑자》(영어: He Knows You're Alone)는 미국에서 제작된 아만드 마스트로이아니 감독의 1980년 심리 슬래셔 영화이다. 돈 스카디노, 캐틀린 오히니 등이 출연하였고, 조지 머내시 등이 제작에 참여하였다.

## 출연진
- 돈 스카디노
- 캐틀린 오히니
- 엘리자베스 켐프
- 톰 롤핑
- 루이스 알트
- 패치 피즈
- 제임스 레브혼
- 데이나 배런
- 톰 행크스
- 폴 글리슨
- 제임스 캐럴
- 러셀 토드
- 스티브 제임스

## 기타 제작진
- 공동 제작: 로버트 디밀리아, 낸 펄먼